# 광동 진씨
광동 진씨(廣東陳氏)는 광동성을 본관으로 하는 한국의 성씨이다.

## 역사
시조 진린(陳璘)은 임진왜란과 정유재란 때 명나라 수군 제독으로서 조선과 연합하여 일본을 물리치고 전공을 세웠다.
진린의 손자 진영소(陳泳素)가 명나라에서 감국수위사(監國守衛使)를 지내다가 명나라가 청나라에 멸망된 후 조선으로 동래하여 전라도 남해의 장승포에 표착하였다가 전라도 강진군 고금도로 옮겨 살았다. 그 후 다시 전라도 해남현 내해리로 이거하여 정착하였다.

## 본관
광동(廣東)은 지금의 중화인민공화국 광둥성(廣東省)이다.

## 인구
2015년 대한민국 통계청 인구주택총조사에서 광동 진씨는 2,397명으로 집계되었다.